# عادل سلامة
عادل سلامة (18 أغسطس 1966 – 23 يناير 2019) هو ملحن وعازف عود عالمي فلسطيني من مدينة طولكرم، هاجر إلى أوروبا عام 1990، أقام حفلات في أكثر من خمسين دولة بما فيها بلده فلسطين، وله سبعة ألبومات.

## سيرته
وُلد عادل سلامة بتاريخ 18 أغسطس 1966 في مدينة طولكرم الفلسطينية ونشأ فيها. درس في جامعة اليرموك في المملكة الأردنية، وتعلم الموسيقى وعزف العود في معهد الفنون الجميلة ببغداد حتى عام 1990 حيث غادر العراق قبل عدة أيام من الغزو العراقي للكويت.

## مسيرته الفنية
أصدر ألبومه الأول «صولو» في اليابان عام 1994، بعد ذلك أصدر عام 1995 ألبومه «متوسط» بمشاركة العازف "إدواردوا نيباله" وقد مزج فيه الموسيقى العربية بألحان الفلامنكو، ثم أصدر ألبومه «الطريق العربي إلى الهند» والذي مزجَ فيه الموسيقى العربية مع الموسيقى الهندية.
عملة الرابع كان ألبوم «كنزة» جال في أكثر من أربعين دولة، كان بمشاركة المغنية الجزائرية "نزيهة عزوز" وعازف الكلارينيت التركي "برباروس أروكسي" وعازف الرق المغربي "عبد الغني كريمة" وقد ضمنته قصائد لنزار قباني وأبي القاسم الشابي، واستخدم فيها مقامات وإيقاعات عربية نابعة من التراث، وقد أخذت طابعًا صوفيًا.
في عمله ألبوم «حفلة» استخدم الصوت كآلة موسيقية فأصبح الإيقاع والكلارينيت والدرامز والكمنجة بصوت "نزيهة عزوز"، وفي هذا الألبوم فقد كان هناك تركيز على الصوت لا الكلمة.
عاد في ألبومه الأخير إلى التراث والموسيقى الخالصة وأخذ من جذور الموسيقى العربية مقام الهذام وهو مقام نادر. كما لحن وألّف السماعي وهو عبارة عن شكل من أشكال الموسيقى العربية القديمة.

## ألبوماته
له مجموعة من الألبومات، منها:
- ألبوم «صولو - solo»، صدر في اليابان، عام 1994.

- ألبوم «متوسط - mediteranien»، صدر عام 1995.

- ألبوم «أستاذ العود - master of the oud»، تقاسيم.

- ألبوم «كنزة - kenza».

- ألبوم «الطريق العربي إلى الهند».

- ألبوم «حفلة».

- ألبوم «رسالة».

## وفاته
توفي عادل سلامة في مدينة فيلوربان الفرنسية بتاريخ 23 يناير 2019.

## روابط خارجية
- عادل سلامة على موقع ميوزك برينز (الإنجليزية)
- عادل سلامة على موقع أول ميوزيك (الإنجليزية)
- عادل سلامة على موقع ديسكوغز (الإنجليزية)